# Loco Suelto (álbum)
Loco Suelto es el primer álbum de la banda independiente argentina del mismo nombre integrado por el actor Facundo Espinosa y Mariano Mere. El disco fue lanzado el 26 de diciembre de 2007 y producido por Óscar Mediavilla bajo el sello Leader Music. El álbum fue el único sacado por esta formación (dúo) y estilo musical.

## Lista de temas
Todas las canciones escritas y compuestas por Facundo Espinosa y Mariano Mere, excepto donde está indicado. 
| Loco Suelto |                                                           |                     |          |  |
| N.º         | Título                                                    | Vocalista principal | Duración |  |
| 1.          | «Una mezcla»                                              | Espinosa            |          |  |
| 2.          | «Rayo de luna»                                            | Espinosa            |          |  |
| 3.          | «Sobre ruedas»                                            | Espinosa            |          |  |
| 4.          | «De repente»                                              | Espinosa            |          |  |
| 5.          | «Contigo a cada segundo» (Espinosa, Mere y Fabián Moreno) | Espinosa            |          |  |
| 6.          | «Lo importante»                                           | Espinosa            |          |  |
| 7.          | «Digan basta»                                             | Espinosa            |          |  |
| 8.          | «Ayer lo lograste»                                        | Espinosa            |          |  |
| 9.          | «Gente»                                                   | Espinosa            |          |  |
| 10.         | «Eterno»                                                  | Espinosa            |          |  |
| 11.         | «Corazón de fuego»                                        | Espinosa            |          |  |
| 49:05       |                                                           |                     |          |  |

## Personal
Loco Suelto
- Facundo Espinosa – voz y guitarra eléctrica
- Mariano Mere – segunda voz y teclados

Músicos adicionales
- Andrés Dulcet – bajo
- Silvio Ottolini – batería
- Diego Rivera – armónica
- Silvio Furmanski – solo de guitarra en "Gente".
- Marisa Mere y Marta Mediavilla – coros en "Corazón de fuego", "Eterno", "Lo importante", "Contigo a cada segundo".
- Agostina y Daniela Mezher – coro de niños
- Sebastián Giangrante, Cobian y Celeste Sanalitro – coros y recitado en "Corazón de fuego".

## Presentación
El disco fue presentado en el Velma Café (Palermo) con una puesta en escena que incluyó a personas disfrazadas de médicos y enfermeras que tomaban la presión de los asistentes, les recetaban remedios y les daban pastillas.

## Vídeo musical
El video del único corte fue "Rayo de luna" dirigido por Gabriel Condron (Un peso, un dólar) y contó con la participación del dúo junto a los actores Ricardo Darín, Roly Serrano, Eleonora Wexler y Ulises Dumont.